# 弗拉基米尔·伊留申
弗拉基米尔·谢尔盖耶维奇·伊留申（俄语：Владимир Серге́евич Ильюшин，1927年3月31日—2010年3月1日），苏联空军少将、试飞员。航空航天工程师谢尔盖·伊留申上将之子。
他一生中花费大量时间在苏霍伊设计局测试新研发出来的军用飞机，包括苏-11（1958年）、T-5（1958年）、苏-15（1962年）、苏-17（1966年）、苏-24（1967年）、T-4（1972年）、苏-25（1975年）以及著名的苏-27（1977年）。
伊留申是橄榄球爱好者。1967年3月31日，也就是他40岁生日当天，他创立了苏联橄榄球联盟，自任主席。1975年，他将苏联橄榄球联盟并入欧洲橄榄球。翌年，在创立苏联俱乐部锦标赛中扮演重要角色。2011年，俄罗斯第一次参加世界杯橄榄球赛，在俄罗斯队确定其排位的两天以后，伊留申去世。2013年，伊留申被选入世界橄榄球名人堂。

## “幽灵宇航员”的传闻
伊留申曾被部分媒体认为是先于尤里·加加林第一个成功进入太空的宇航员，为阴谋论中的“幽灵宇航员”之一。
1961年4月12日，也就是苏联政府宣布尤里·加加林成功进入太空的前一天，英国共产党机关报《工人日报》（今名《晨星报》）刊登了由丹尼斯·奥格登（Dennis Ogden）撰写的简讯，声称伊留申于4月7日乘坐宇宙飞船成功围绕地球轨道飞行数圈，但在返回着陆时发生故障坠入中国境内，伊留申被中国政府俘虏。此报道震惊了西方世界。同年晚些时候，美国新闻与世界报道引用此报道称加加林根本没有进入太空，他只是因病无法在公众场合露面的伊留申的替身。